# Lagusanaciega (álbum)
Lagusanaciega es un álbum en vivo de la banda mexicana La Gusana Ciega, lanzado al mercado el mes de noviembre de 2000.
Habiendo pisando muchos escenarios a lo largo de México y algunas ciudades de Estados Unidos, el grupo decide lanzar un álbum que reflejara la energía de su música en vivo. Contaron además con músicos de cuerda invitados para presentar su repertorio con varios arreglos nuevos que incluían este tipo de instrumentos.
Se incluyen también 4 canciones de estudio; de las cuales 3 eran nuevas composiciones y 1 era una versión acústica de "Baby Rota" (perteneciente a Superbee). "Sunday Fever", una de las canciones nuevas, fue además incluida en el soundtrack latinoamericano de la película American Pie 2.

## Lista de canciones
1. «Sálvame de mi (En Vivo)» - 3:17
2. «Celofán (En Vivo)» - 03:52
3. «727 (En Vivo)» - 03:56
4. «¿Es mejor esperar? (En Vivo)» - 05:16
5. «Invasión estelar (En Vivo)» - 02:57
6. «Las manos de María la loca (En Vivo)» - 04:02
7. «El niño elefante (En Vivo)» - 04:25
8. «No puedo verte (En Vivo)» - 04:09
9. «Canción a Merlina (En Vivo)» - 04:43
10. «No me tientes (En Vivo)» - 03:33
11. «Tornasol (Vuelves a Ser)» - 03:46
12. «Estación lunar» - 03:21
13. «Baby rota» - 2.52
14. «Sunday fever» - 04:25

## Producción
- Productor: Benny Faccone.
- Producción ejecutiva y A&R: Marcello Lara.
- Supervisión de A&R: Manuel Calderón.
- Coordinación de producción: Jaime "el Oso" Pavón en México y Cristina Abaroa en Los Ángeles..

## Créditos
- Arreglos: La Gusana Ciega y Benny Faccone.
- Teclados: Chucho Báez (Cortesía del grupo Zoé y Dafigs Entertainment).
- Teclados adicionales: Pablo Aguirre.
- Coros en vivo: Becky Lichtenfeld y María Urtuzuástegui.
- Coros en estudio: Becky Lichtenfeld
- Arreglos de cuerdas: Pablo Aguirre basado en arreglos originales de Víctor Barrera.
- Copista: Pablo Aguirre & Triny Aguirre.

### Sección de cuerdas
- Conductor: Pablo Aguirre.
- Concertmaster: Harry Scorzo.
- Violines: Mike Harrison, Calabria, McChesney, Boby Korda, Terry Glenny, Ruth Breugger, Pablo Méndez, Elaine Tubins, Robin Cecil, y Dr. James Sittertly.
- Cellos: Alan Mautner, Stefanie Fife, Nancy Stein-Ross y Missy Hassi.
- Contrabajos: Greg Eicher y Ed Resto.

- Datos: Q5969377